# NGC 2494
NGC 2494 في الفهرس العام الجديد، هي مجرة، تقع في كوكبة وحيد القرن. اكتشفت في 6 فبراير 1864 بواسطة ألبرت مارث.

## روابط خارجية
- NGC 2494 على موقع ويكي سكاي: DSS2, SDSS, GALEX, IRAS, Hydrogen α, X-Ray, Astrophoto, Sky Map, Articles and images